# One-Stop-Shop (EU)

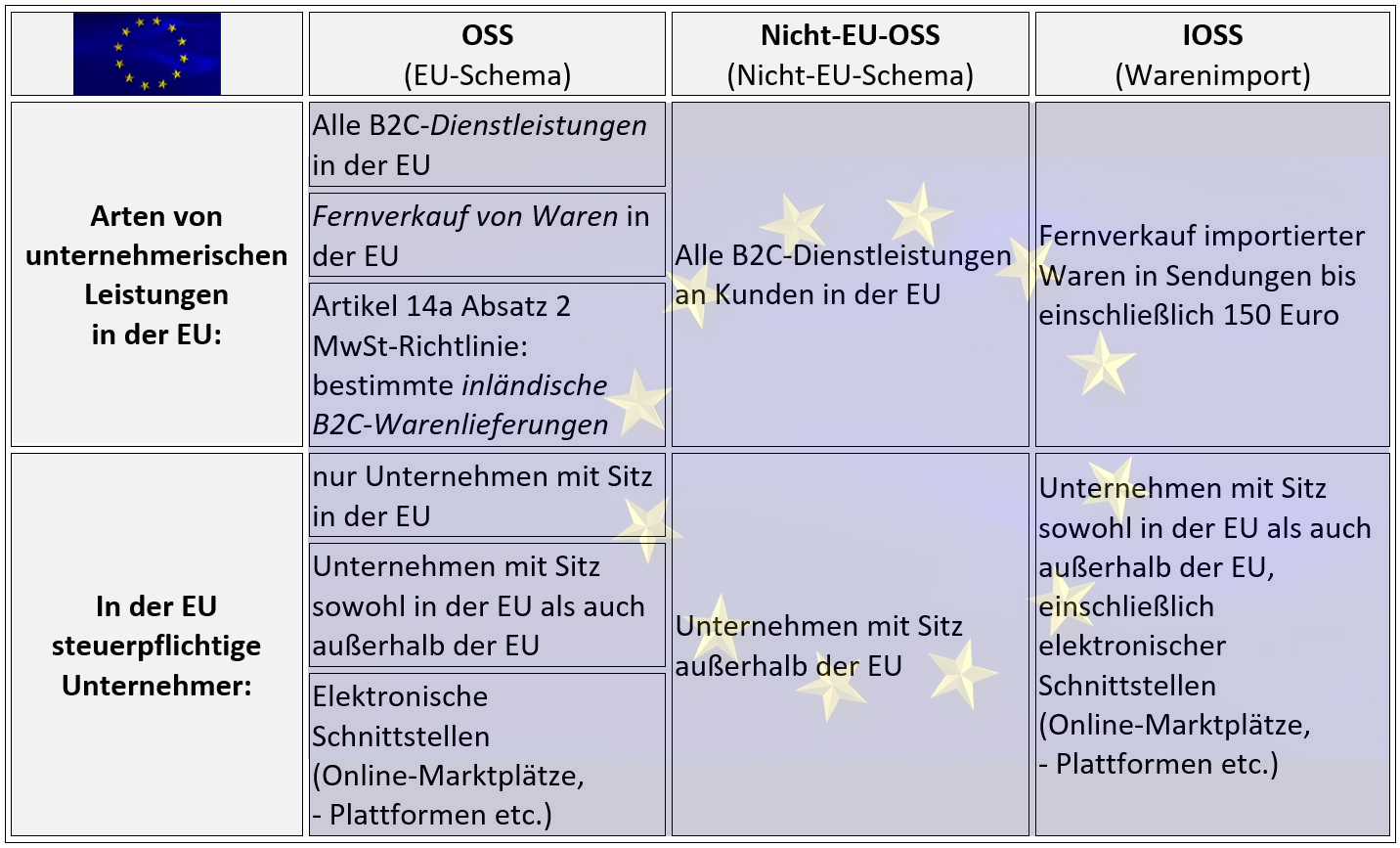
Alle drei OSS-Schemata im Überblick

One-Stop Shop (OSS, auch: EU-OSS; dt.: einzige Anlaufstelle für Leistungen) bezeichnet in der Europäischen Union ein elektronisches Portal (auch als Schnittstelle bezeichnet) als Anlaufstelle für die Dokumentation, Meldung und Zahlung der Mehrwertsteuer aus Fernverkäufen von Leistungen (Online-Verkauf, Fernabsatz, E-Commerce-Verkäufe, innergemeinschaftlicher, grenzüberschreitender Versandhandel) innerhalb der EU und für bestimmte inländische Warenlieferungen. Diese Warenfernverkäufe bzw. Warenlieferungen bzw. Leistungen werden in die Europäische Union unter bestimmten Bedingungen über dieses elektronische Portal erleichtert
OSS gilt nicht für Fernverkäufe von Waren innerhalb eines einzigen Unionsmitgliedstaates. Die Teilnahme am OSS-Portal ist für in der EU ansässige Unternehmen freiwillig.

## Geschichte
Die Systemänderung im Mehrwertsteuerverfahren wurde von der Europäischen Kommission in zwei Etappen vorgeschlagen. Die ersten Maßnahmen sind sodann am 1. Januar 2015 in Kraft getreten. Diese betrafen zuerst Telekommunikations-, Rundfunk- und Fernsehdienstleistungen sowie elektronisch erbrachte Dienstleistungen an Endkunden (Mini-One-Stop-Shop – MOSS).
Das zweite Maßnahmenpaket wurde sodann vom Rat im Dezember 2017 angenommen. Dadurch wurde die Systemänderung auch auf Fernverkäufe sowie auf jede Art von grenzüberschreitenden Dienstleistungen, die an einen Endkunden in der EU erbracht werden, ausgeweitet (Mehrwertsteuer-Paket für den elektronischen Handel).
Der MOSS wird in das OSS-System ab 1. Juli 2021 integriert. Unternehmer, die bereits beim MOSS registriert sind, werden automatisch in das OSS-System übernommen.

## Ziele
Die Änderungen der Handelsströme der Weltwirtschaft und Schaffung neuer Technologien haben auch neue Handelsmöglichkeiten eröffnet und es wird auch davon ausgegangen, dass der elektronische Handel mittels Fernverkäufen weiter zunehmen wird. Insbesondere auch über elektronische Marktplätze oder Plattformen (elektronische Schnittstellen). Um mit diesen Änderungen des E-Commerce Schritt zu halten, wurden auch die EU-Mehrwertsteuerbestimmungen geändert.
Durch das sogenannte „Mehrwertsteuer-Paket“ für den elektronischen Handel soll:
- Mehrwertsteuer dort bezahlt werden, wo der Verbrauch von Waren und Dienstleistungen stattfindet,
- einheitliche Mehrwertsteuerregelung für grenzüberschreitende Lieferungen und Leistungen geschaffen und damit der grenzüberschreitenden Handel vereinfacht werden,
- der Mehrwertsteuer-Betrug bekämpft werden,
- faire Wettbewerbsbedingungen für EU-Unternehmer und E-Commerce-Händler aus Drittstaaten sowie zwischen E-Commerce- und traditionellen Geschäften gewährleistet werden und
- höhere Einnahmen der Unionsmitgliedstaaten infolge gerechterer Besteuerung erreicht werden.

Alleine durch die Abschaffung der Mehrwertsteuerbefreiung für Lieferungen aus Drittstaaten sollen geschätzt mehr als 7 Milliarden Euro mehr an Steuern bei den Unionsmitgliedstaaten eingenommen werden.

## Vorteile
Der Vorteil des EU-OSS-Portals liegt darin, dass Fern-Verkäufer von Waren/Leistungen an Verbraucher, einschließlich Online-Marktplätze oder -Plattformen, sich in einem Unionsmitgliedstaat registrieren lassen können und ab dem 1. Juli 2021 dadurch Mehrwertsteuer auf alle Fernverkäufe von Waren und Dienstleistungen an private Kunden in der EU nur in diesem Unionsmitgliedstaat gegenüber der nationalen Finanzbehörde erklären und zahlen müssen. Es wird davon ausgegangen, dass dies einen Bürokratieabbau von bis zu 95 % bringt, wenn sich Fernverkäufer beim OSS-System registrieren.
Nutzt ein steuerpflichtiger Anbieter von Waren/Leistungen im Fernverkauf das OSS-System nicht, so muss er sich in jedem Unionsmitgliedstaat, in dem er Gegenstände an Kunden liefert bzw. Dienstleistungen für Kunden erbringt, umsatzsteuerlich registrieren lassen und die Verpflichtungen aus dem jeweiligen nationalen Umsatzsteuerrecht selbst erfüllen (ausgenommen Kleinstunternehmer). Unter Umständen muss der steuerpflichtige Anbieter dann auch in den verschiedenen Sprachen der Europäischen Union mit der Steuerbehörde kommunizieren und Erklärungen einreichen.
Eine Registrierung im OSS-System führt dazu, dass der Anbieter diese Regelung für alle seine Lieferungen und Dienstleistungen in der EU, die unter diese Regelung fallen, nutzen muss. Der Anbieter kann daher die OSS-Regelung nicht nur für Lieferungen und Dienstleistungen in einigen Unionsmitgliedstaaten in Anspruch nehmen, für Lieferungen und Dienstleistungen in anderen Unionsmitgliedstaaten dagegen nicht.
Geschäfte zwischen Unternehmern (B2B) unterliegen nicht den OSS-Regelungen und werden weiterhin in den nationalen Umsatzsteuermeldungen erfasst.

## Schwellenwerte
Der bisher bestehende Schwellenwert von 35.000 bzw. 100.000 EUR für innergemeinschaftliche Fernverkäufe von Gegenständen an private Kunden (B2C) wird abgeschafft. Es wurde ein neuer unionsweit geltender Schwellenwert von 10.000 Euro vereinbart.
Fernverkäufe unter diesem Schwellenwert von 10.000 Euro bei Erbringung von Telekommunikations-, Rundfunk- und elektronischen Dienstleistungen sowie innergemeinschaftliche Fernverkäufe von Waren können weiterhin den Mehrwertsteuervorschriften der einzelnen Unionsmitgliedstaaten unterliegen, in dem der Steuerpflichtige die Leistungen erbringt, ansässig ist oder in dem sich diese Gegenstände bei Beginn ihrer Versendung oder Beförderung befinden (Kleinstunternehmerregelung bis zu 10.000 Euro pro Jahr).

## OSS-Steuererklärung
Der steuerpflichtige Anbieter muss in seiner Rechnung den Mehrwertsteuersatz des Unionsmitgliedstaates anwenden, in den er die Waren versendet oder in dem die Dienstleistungen erbracht wird. Durch die erbrachte Leistung an Endkunden im Fernabsatz wird der Anbieter zum Steuerpflichtigen. Ist er in einem Unionsmitgliedstaat für eine der OSS-Regelungen registriert, muss er auf elektronischem Wege eine OSS-Mehrwertsteuererklärung für alle grenzüberschreitend im Fernabsatz erbrachten Leistungen abgeben und die anfallende Mehrwertsteuer nur in diesem Unionsmitgliedstaat abführen. Die Mehrwertsteuererklärung ist vierteljährlich abzugeben. Die OSS-Mehrwertsteuererklärungen werden dann zusammen mit der entrichteten Mehrwertsteuer von diesem Unionsmitgliedstaat über ein sicheres Kommunikationsnetz an die jeweiligen Mitgliedstaaten des Verbrauchs/Lieferung übermittelt.
Die über das OSS-System eingereichten Erklärungen ergänzen die Mehrwertsteuererklärungen. Die nationalen Mehrwertsteuervorschriften gelten für alle anderen Warenlieferungen und Leistungen weiterhin und bedingen eine eigene Steuererklärung.
Die OSS-Regelungen steht in der EU und außerhalb der EU ansässigen Steuerpflichtigen zur Verfügung.
Je nachdem, ob ein Unternehmen in der EU ansässig ist oder nicht, können mehr oder weniger Leistungen der OSS-Regelungen in Anspruch genommen werden:
- in der EU ansässiger Steuerpflichtiger für:
  - Lieferungen von B2C-Diensten, die in einem Mitgliedstaat stattfinden, in dem er nicht niedergelassen ist;
  - Fernverkauf von Waren innerhalb der EU.
- in der EU nicht niedergelassener Steuerpflichtiger für:[14]
  - Fernverkauf von Waren innerhalb der EU (z. B. über eine Einrichtung wie z. B. ein Warenlager in der EU);
- eine sogenannte elektronische Schnittstelle (z. B. elektronischer Marktplatz / -Plattform) mit Sitz in der EU oder außerhalb der EU für:
  - Fernverkauf von Waren innerhalb der EU;
  - bestimmte inländische Warenlieferungen.

Die Unterlagen aller über OSS abgewickelte Verkäufe sind für zehn Jahre aufbewahren.

## Registrierung – Beendigung – Ausschluss
Die Registrierung für Unternehmen ist auf dem OSS-Portal eines beliebigen Unionsmitgliedstaates seit dem 1. April 2021 möglich. Es genügt die Registrierung in einem Unionsmitgliedstaat. OSS kann nur für die ab dem 1. Juli 2021 verkauften Waren angewendet werden, wenn sich der steuerpflichtige Unternehmer bis zum 30. Juni 2021 angemeldet hat.
Eine Beendigung der Teilnahme am OSS-System ist jederzeit möglich und kann auf elektronischem Weg direkt über OSS erklärt werden. Eine neuerliche Registrierung ist ebenso jederzeit möglich, sofern die Voraussetzungen für die Teilnahme erfüllt werden.
Ein Unternehmen kann von der Nutzung des OSS-Systems auch ausgeschlossen werden, wenn:
- dieses über einen Zeitraum von acht Kalendervierteljahren keine OSS-Umsätze erbringt,
- die Voraussetzungen zur Inanspruchnahme des OSS-Systems nicht mehr erfüllt sind,
- wiederholter Verstöße gegen die Vorschriften des OSS-Systems vorliegen (Sperrfrist von zwei Jahren – gilt in allen Unionsmitgliedstaaten).

## Rechtsvorschriften
Beispiele, nicht vollständig:
- Richtlinie 2006/112/EG des Rates über das gemeinsame Mehrwertsteuersystem (MwSt-Richtlinie),
- Richtlinie 2009/132/EG des Rates vom 19. Oktober 2009 zur Festlegung des Anwendungsbereichs von Artikel 143 Buchstaben b und c der Richtlinie 2006/112/EG hinsichtlich der Mehrwertsteuerbefreiung bestimmter endgültiger Einfuhren von Gegenständen (geändert durch die Richtlinie (EU) 2017/2455 des Rates)

- Durchführungsverordnung (EU) Nr. 282/2011 (MwSt-Durchführungsverordnung),
- Verordnung (EU) Nr. 904/2010 (Verordnung über die Zusammenarbeit der Verwaltungsbehörden)
- Durchführungsverordnung (EU) 2020/194,
- Vom Ständigen Ausschuss für die Zusammenarbeit der Verwaltungsbehörden (SCAC) angenommenen funktionalen und technischen Spezifikationen

## Unzureichende technische Umsetzung
Massive Kritik erfährt die bundesdeutsche Steuerverwaltung durch den Bericht des Bundesrechnungshofs vom 4. November 2022: Je Quartal muss das Bundeszentralamt für Steuern mehrere Zehntausend Datensätze bearbeiten. Die geschieht bislang manuell, weil eine IT-Unterstützung fehlt. Bis zur Bearbeitung bleibt die von den Unternehmern gezahlte inländische und ausländische Umsatzsteuer in Milliardenhöhe in Verwahrung bei der Bundeskasse.
Zur Begründung verweist der Bundesrechnungshof darauf, dass eine IT-Unterstützung bei der Bestätigung von Einzahlungsbuchungen gegenüber der Bundeskasse, bei der Erstellung der Auszahlungsanordnungen sowie beim Versand der Zahlungsinformationen an die anderen Mitgliedstaaten nicht vorhanden ist. Jeder Zahlungseingang der in Deutschland registrierten Unternehmer muss demnach manuell vom BZSt geprüft und gegenüber der Bundeskasse bestätigt werden. Das sind pro Quartal ca. 32 000 Vorgänge. Zudem ist jede Einzahlung in der OSS-Datenbank des BZSt einzutragen. Überdies fehlt eine Möglichkeit, Auszahlungsanordnungen automationsgestützt zu erstellen. Die meisten Angaben müssen aus bereits in elektronischer Form vorliegenden Informationen in das vorgesehene Formular „eingetippt“ werden. Danach wird die Auszahlungsanordnung ausgedruckt, unterschrieben und an die Bundeskasse weitergeleitet.